# Funny How Sweet Co-Co Can Be
Funny How Sweet Co-Co Can Be — первый официальный студийный альбом британской рок-группы Sweet, вышедший в 1971 году на лейбле RCA Records в Великобритании. В том же году и на том же лейбле выпущен в ФРГ с названием Funny Funny, How Sweet Co-Co Can Be, другой обложкой и одной дополнительной песней — «Done Me Wrong All Right», которая была также включена в переиздание альбома на CD в 1991 и 2005 годах. 
Funny How Sweet Co-Co Can Be не является первой долгоиграющей пластинкой Sweet. В декабре 1970 года был создан сборник Gimme Dat Ding, первую сторону которого занимали ранние синглы Sweet, а вторую — композиции группы The Pipkins. Стиль этих двух альбомов разительно отличается от хард-рока, на который перешли Sweet в последующие годы.

## История
В альбом, записанный в конце 1971 года, вошли песни с трёх предшествовавших его выходу синглов Sweet: «Funny Funny»/«You’re Not Wrong for Loving Me» (песня со стороны «А»), «Co-Co»/«Done Me Wrong All Right» (со стороны «А») и «Alexander Graham Bell»/«Spotlight» (со стороны «Б»).
Всего в альбом входит 11 песен, из которых шесть написаны соавторами Никки Чинном и Майком Чэпменом, две — «Reflections» и «Daydream» — позаимствованы у групп Supremes и Lovin’ Spoonful соответственно, на оставшихся трёх стоят имена всех четверых участников Sweet. Из этих трёх песен одна, а именно «Jeanie», в действительности написана Роджером Гловером, Брайаном Коннолли и Энди Скоттом, а «Spotlight» — теми же, кроме Гловера. Бонусная песня, «Done Me Wrong All Right», — сочинение Энди Скотта и Стива Приста. 
Продюсер Фил Уэйнман и композиторы Чинн и Чэпмен не были уверены в музыкальных способностях группы и настояли, чтобы инструментальную часть альбома записали студийные музыканты, поэтому Sweet сыграли только в нескольких песнях на стороне «Б», в основном записывая только голоса. «Мы были только вокалистами, — сказал Скотт в интервью 2001 года. — У них уже были готовые инструментальные болванки для песен, нам только дали наложить на них голоса. Это была обычная практика для музыкального бизнеса в то время. Главная причина — деньги. Было гораздо дешевле использовать уже готовую запись, чем записывать по новой. Нас это, конечно, не радовало, потому что мы хотели, чтобы группа звучала примерно как Deep Purple» . Желание играть тяжёлую музыку им удалось осуществить в песне «Done Me Wrong All Right», разительно отличающейся от лёгкого стиля всего альбома.
Фил Уэйнман сам играл в нескольких песнях — в основном на ударных. В записи участвовали сессионные музыканты Пип Уильямс (гитара) и Джон Робертс (бас-гитара). Уильямс вспоминает, что у него возникли разногласия с участниками Sweet. «У меня был серьёзный скандал с Миком Такером, и я сказал: „Не надо издеваться. Я просто зарабатываю на жизнь. Меня наняли, чтобы прийти в эту студию и играть на вашей записи. Если тебя это не устраивает, приятель, иди разбирайся со своим продюсером, а меня оставь“. У нас ещё были стычки после того, но в конце концов мы стали приятелями, а они разобрались в ситуации. Просто продюсер хочет работать удобным для него способом».
Альбом вышел в ноябре 1971 года в Великобритании и в Германии, которая уже тогда проявила больший интерес к Sweet, чем группа имела у себя на родине. В СССР фирмой «Мелодия» был издан миньон с четырьмя песнями из альбома: «Chop Chop», «Daydream», «Funny Funny» и «Jeanie».
Альбом потерпел коммерческую неудачу, тираж его был ограниченным, и теперь редкие экземпляры в приличном состоянии ценятся на рынке весьма высоко. В декабре 1972 года виниловая версия альбома была снята с производства и переиздана только в 1991 году в цифровом формате.

## Список композиций
Авторами всех песен являются Никки Чинн и Майк Чэпмен, если не указано иное.

### Сторона «А»
1. «Co-Co» — 3:14
2. «Chop Chop» — 3:00
3. «Reflections» (Брайан Холланд, Лэмон Дозьер, Эдвард Холланд-младший) — 2:52
4. «Honeysuckle Love» (Брайан Коннолли, Энди Скотт, Стив Прист, Мик Такер) — 2:55
5. «Santa Monica Sunshine» — 3:20
6. «Daydream» (Джон Себастьян) — 3:13

### Сторона «Б»
1. «Funny Funny» — 2:46
2. «Tom Tom Turnaround» — 4:07
3. «Jeanie» (Коннолли, Скотт, Прист, Такер) — 2:58
4. «Sunny Sleeps Late» — 2:58
5. «Spotlight» (Коннолли, Скотт, Прист, Такер) — 2:47

### Дополнительная песня на издании 1991 года
1. «Done Me Wrong All Right» (Коннолли, Скотт, Прист, Такер) — 2:57

### Дополнительные песни на издании 2005 года
1. «Done Me Wrong All Right» (Коннолли, Скотт, Прист, Такер) — 2:57
2. «Be With You Soon» — 3:36
3. «You’re not Wrong for Loving Me» (Коннолли, Скотт, Прист, Такер)) — 2:49
4. «Alexander Graham Bell» — 2:58
5. «Poppa Joe» — 3:07
6. «Little Willy» — 3:15
7. «Man From Mecca» (Коннолли, Скотт, Прист, Такер) — 2:48
8. «Wig-Wam Bam» — 3:02
9. «New York Connection» (Коннолли, Скотт, Прист, Такер) — 3:38
10. «Paperback Writer» (Джон Леннон, Пол Маккартни) — 2:21
11. «Lucille / Great Balls of Fire» (Алберт Коллинз, Литтл Ричард / Отис Блэкуэлл, Джек Хаммер) — 2:49

## Участники записи
- Брайан Коннолли — ведущий вокал на всех песнях, кроме указанных ниже.
- Стив Прист — бас-гитара, ведущий вокал на «Chop Chop», бэк-вокал.
- Энди Скотт — гитара, ведущий вокал на «Be With you Soon», бэк-вокал.
- Мик Такер — ударные, бэк-вокал.